# Bombardeo de Argel (1784)
El segundo bombardeo de Argel tuvo lugar entre el 12 y el 21 de julio de 1784. Una flota combinada de los reinos de España, Nápoles-Sicilia, Portugal y la Orden de San Juan, bajo las órdenes del experimentado almirante español Antonio Barceló, atacó la principal base de los corsarios berberiscos con el objetivo de forzar el cese de sus actividades. Los daños y bajas infligidos a los argelinos fueron masivos, mientras que las pérdidas a bordo de la armada aliada fueron muy inferiores. El dey Muhammad V ben Othman de Argel rehusó iniciar negociaciones de inmediato, pero el temor a una prevista tercera expedición lo convenció de concertar un tratado con el español José de Mazarredo Salazar, por el cual se vio obligado a abandonar el patrocinio de la piratería a gran escala. Este fue el final del corso berberisco hasta el estallido de las Guerras Napoleónicas.

## Antecedentes
En agosto de 1783, como castigo por los actos de piratería llevados a cabo desde la plaza, una flota española con participación maltesa dirigida por Barceló bombardeó Argel durante ocho días. El éxito del ataque, logrado a costa de menos de 50 bajas, causó regocijo en España y alentó a la Regencia de Trípoli a firmar la paz con España. A pesar de los graves daños sufridos, los argelinos no se amedrentaron. Cinco de sus buques corsarios apresaron dos mercantes hispanos cerca de Palamós en septiembre del mismo año en un gesto de desafío. Las defensas de la ciudad fueron reforzadas con una nueva fortaleza de 50 cañones, se reclutaron 4000 soldados turcos voluntarios en Anatolia y se contrataron asesores europeos para apoyar en la construcción de baterías y fortificaciones. Además, al menos 70 barcos estaban preparados en el puerto para repeler a los españoles, y el Dey ofreció una recompensa de mil piezas de oro a quien capturase una nave de la flota enemiga.
Mientras tanto, en Cartagena Barceló había finalizado los preparativos de su nueva expedición. Su escuadra estaba compuesta de cuatro navíos de línea de 80 cañones, cuatro fragatas, 12 jabeques, tres bergantines, nueve naves menores y una fuerza atacante de 24 cañoneros armados con piezas de 24 libras, ocho más de a 18, siete armados a la ligera para abordar los barcos argelinos, 24 armados con morteros y ocho bombardas con cañones de 8 libras. La campaña fue financiada por el papa Pío VI, y apoyada por la marina del reino de Nápoles-Sicilia, que proveyó dos navíos de línea, tres fragatas, dos bergantines y dos jabeques mandados por el almirante Bologna; por la Orden de Malta, que ofreció un navío de línea, dos fragatas y cinco galeras; y por Portugal, que aportó dos navíos de línea y dos fragatas a las órdenes del almirante Ramírez Esquivel. Estos últimos se unieron a la armada aliada más tarde, y llegaron con el cañoneo ya empezado.

## El bombardeo

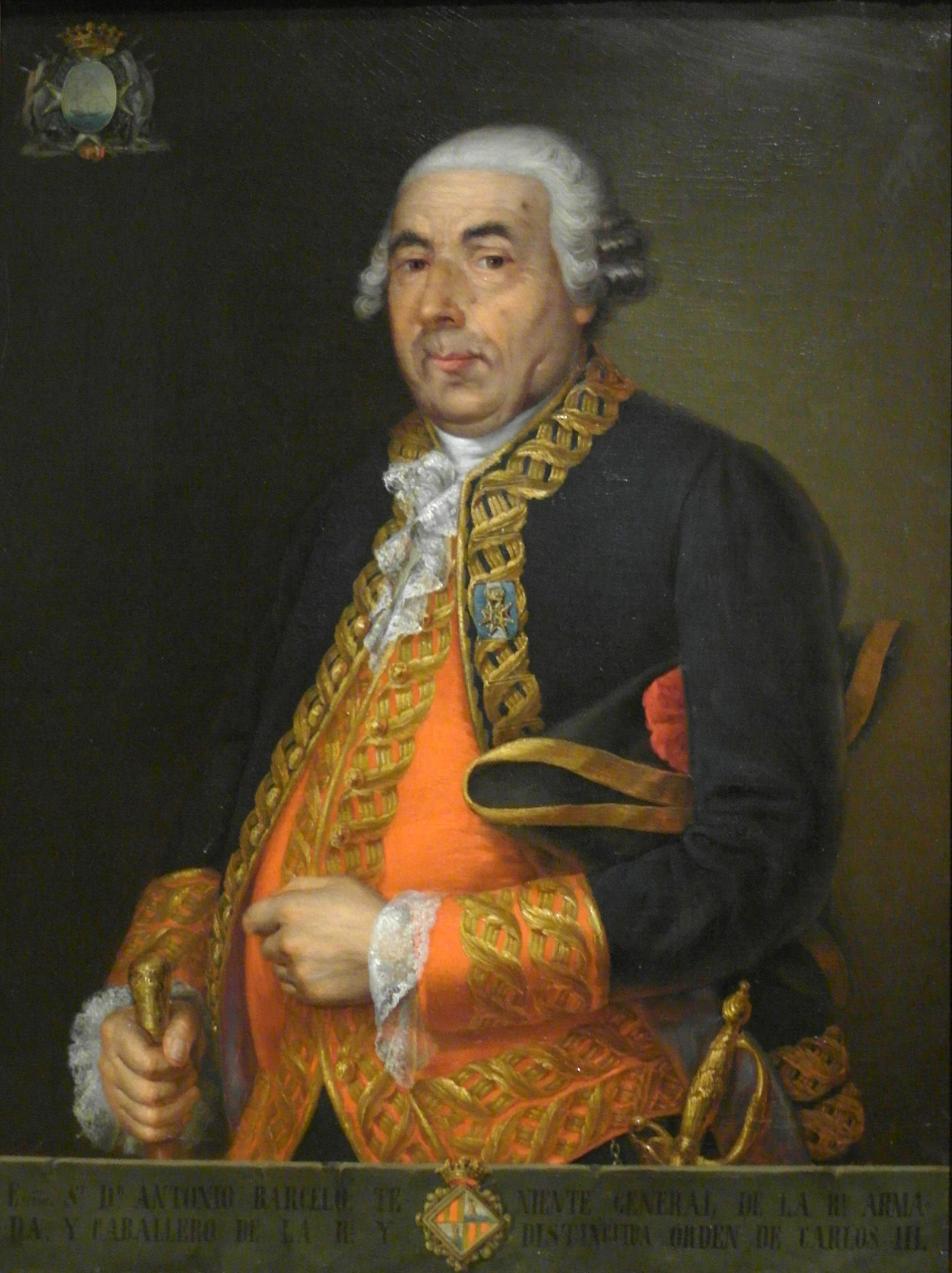
Retrato de Antonio Barceló. Copia de 1848 de un original dieciochesco que se exponía en el Ayuntamiento de Palma de Mallorca.

El 28 de junio, después de haber confiado su suerte a la Virgen del Carmen, los aliados partían de Cartagena y llegaban a las proximidades de Argel el 10 de julio. Dos días después, a las 8:30 a. m., comenzaba el bombardeo con los españoles disparando las primeras andanadas. El nutrido cañoneo se mantuvo hasta las 4:20 p. m., tiempo durante el cual se habían descargado 600 bombas, 1440 bolas de cañón y 260 obuses sobre la ciudad, en comparación a las 202 bombas y 1164 bolas con las que respondieron los defensores. Se observaron graves daños en la urbe y sus fortificaciones, además de un gran incendio. Un contraataque de buques ligeros de la escuadra argelina, formado por 67 barcos, fue rechazado y cuatro de ellos destruidos. Las bajas en el campo aliado fueron mínimas: seis muertos y nueve heridos, la mayoría debidos a accidentes con las espoletas de las bombas. El cañonero n.º 27, comandado por el alférez napolitano José Rodríguez, explotó accidentalmente, matando a 25 marineros.
En los ocho días posteriores se ordenaron siete ataques adicionales. Los argelinos colocaron una línea de gabarras armadas con artillería que impidió en gran medida acercarse a sus objetivos a los cañoneros aliados. Un cañonazo disparado desde las fortificaciones golpeó la faluca en la que Barceló dirigía el bombardeo, hundiéndolo. José Lorenzo de Goicoechea acudió en auxilio del almirante, que fue rescatado ileso. Pasando de inmediato a otro bote, Barceló continuó liderando la acción, restando importancia al incidente. Finalmente, el 21 de julio, se decidió poner fin a la ofensiva. Los vientos contrarios obligaron a Barceló a dar la orden de regresar a Cartagena. Más de 20 000 balas de cañón y granadas habían sido arrojadas sobre el enemigo, causando fuertes daños en su ciudad y fuertes, y hundiendo o destruyendo la mayoría de sus efectivos navales. Las víctimas en el bando aliado no pasaron de 53 hombres muertos y 64 heridos, en su mayor parte por accidentes.

## Consecuencias
El Dey de Argel, bajo la amenaza de una nueva expedición que ya estaba siendo preparada por Barceló, que había prometido atacar Argel cada año hasta que aceptaran sus condiciones, aceptó entrar en negociaciones con España. Esto culminó en un tratado que fue firmado el 14 de junio de 1786 por el mismo dey y José de Mazarredo, que llegó a Argel al mando de un escuadrón de dos navíos de línea y dos fragatas. Túnez también prefirió llegar a un acuerdo con los españoles. En lo que se refiere a estas naciones, se daba por terminada la piratería y el tráfico berberisco de esclavos en el mar Mediterráneo. Sin embargo, algunos años más tarde el problema reapareció al abrigo de la agitación de las Guerras Napoleónicas.